# Campeonato Panamericano Juvenil de Hockey sobre Césped
El Campeonato Panamericano Juvenil de Hockey sobre Césped (también conocida como Copa Panamericana Juvenil) es un torneo de hockey sobre césped organizado por la Federación Panamericana de Hockey (PAHF) con jugadores menores de 18 años. La competencia se llevó a cabo por primera vez en el 2010. El equipo campeón y el subcampeón del torneo clasifican automáticamente a los Juegos Olímpicos de la Juventud.
Argentina ganó todas las ediciones tanto en masculino como en femenino.

## Torneo masculino

### Resultados
| 2010 Detalles | Hermosillo, México    | Argentina | Round-robin | Estados Unidos | Chile  | Round-robin | Canadá         |
| 2014 Detalles | San Juan, Puerto Rico | Argentina | 5–2         | Canadá         | México | 4–2         | Estados Unidos |
| 2018 Detalles | Guadalajara, México   | Argentina | 3-2         | México         | Canadá | 6-0         | Paraguay       |

## Medallero
| Núm. | País           | Oro | Plata | Bronce | Total |
| ---- | -------------- | --- | ----- | ------ | ----- |
| 1º   | Argentina      | 3   | 0     | 0      | 3     |
| 2º   | México         | 0   | 1     | 1      | 2     |
| 3º   | Canadá         | 0   | 1     | 1      | 2     |
| 4º   | Estados Unidos | 0   | 1     | 0      | 1     |
| 5º   | Chile          | 0   | 0     | 1      | 1     |

## Torneo femenino

### Resultados
| 2010 Detalles | Hermosillo, México  | Argentina | 6-1 | Canadá  | Estados Unidos | 7-1 | Chile    |
| 2014 Detalles | Montevideo, Uruguay | Argentina | 4–0 | Uruguay | Estados Unidos | 9–1 | México   |
| 2018 Detalles | Guadalajara, México | Argentina | 4–0 | Uruguay | México         | 6–0 | Paraguay |

## Medallero
| Núm. | País           | Oro | Plata | Bronce | Total |
| ---- | -------------- | --- | ----- | ------ | ----- |
| 1º   | Argentina      | 3   | 0     | 0      | 3     |
| 2º   | Uruguay        | 0   | 2     | 0      | 2     |
| 3º   | Canadá         | 0   | 1     | 0      | 1     |
| 4º   | Estados Unidos | 0   | 0     | 2      | 2     |
| 5º   | México         | 0   | 0     | 1      | 1     |